# Antoine Blondin
Antoine Blondin (* 11. April 1922 in Paris; † 6. Juni 1991 ebenda) war ein französischer Schriftsteller und Sportjournalist.

## Leben
Antoine Blondin war der Sohn der Dichterin Germaine Blondin (1887–1965). Er besuchte Eliteschulen in Paris und schloss ein Literaturstudium an der Sorbonne ab. Während des Vichy-Regimes leistete er Pflichtarbeitsdienst in Deutschland und verarbeitete die Erlebnisse zu seinem ersten Roman, mit dem er 1950 den Prix des Deux Magots errang. Politisch stark rechts angesiedelt, wurde er von der Kritik der literarischen Gruppierung der Hussards (Husaren) zugeordnet, zu der noch Roger Nimier, Michel Déon und Jacques Laurent gezählt werden und die sich in ihrem Schreiben gleichermaßen von den engagierten Schriftstellern (wie Sartre oder Camus) wie von den Vertretern des Nouveau Roman absetzten.
Blondins Helden sind Nonkonformisten aus dem Schelmenroman. Seine Schreibweise orientiert sich an Stendhal, jedoch oft untersetzt mit Wortspielen. Berühmtheit erlangte er in Frankreich ab 1954 als Chronist der Tour de France und der Olympischen Spiele in der Sportzeitung L’Équipe. Zwei seiner Romane wurden ins Deutsche übersetzt, darunter die Alkoholikergeschichte Ein Affe im Winter, die auch verfilmt wurde.

## Werke
- L’Europe buissonnière. Paris 1949. (Titel nicht übersetzbar, weil Wortspiel auf der Basis von faire l’école buissonnière = Schule schwänzen)
- Les enfants du bon dieu. Paris 1952.
  - (deutsch) Die Kinder des lieben Gottes. Roman. Blanvalet, Berlin 1955.
- L’humeur vagabonde. Paris 1955.
- Un singe en hiver. Paris 1959.
  - (deutsch) Ein Affe im Winter. Roman. Suhrkamp, Frankfurt 1960. (Film 1962)
- Monsieur Jadis ou l’école du soir. Paris 1970.